# Demòstenes Filaletes
Demòstenes Filaletes (en llatí Demosthenes Philalethes, en grec antic Δημοσθένης ὁ Φιλαλήθης) era un metge grec deixeble d'Alexandre Filaletes, que va pertànyer a l'escola de medicina fundada per Heròfil de Calcedònia. Probablement va viure al segle i i era especialment famós pels seus èxits com oculista. Va escriure un treball sobre el pols que és esmentat per Galè, i un altre sobre infeccions als ulls que es va conservar fins a l'edat mitjana, però que actualment només es coneix per extractes d'Aeci, Paule Egineta i altres.